# Jena
Jena là một thành phố Đức có trường đại học, nằm trong tiểu bang Thüringen cạnh sông Saale. Jena là thành phố lớn thứ ba của tiểu bang sau Erfurt và Gera. Sau nhiều lần sáp nhập hành chính Jena là thành phố lớn từ năm 1975.

## Địa lý

### Khí hậu
Jena có khí hậu lục địa ẩm (Dfb) hoặc khí hậu đại dương (Cfb) theo Köppen. Mùa hè ấm áp và đôi khi ẩm ướt còn mùa đông tương đối lạnh. Do nằm trong thung lũng Saale, cách xa các vùng duyên hải nên tốc độ gió có xu hướng rất thấp, thường thổi về hướng tây nam.